# Viktor Vermeire
Viktor Vermeire (2004) is een Belgisch acro-gymnast. 

## Levensloop
In september 2021 behaalde hij samen met Jonas Raus, Simon De Wever en Wannes Vlaeminck zilver in de onderdelen 'balans' en 'allround' op de Europese kampioenschappen in het Italiaanse Pesaro.
In 2022 werd het viertal wereldkampioen in het Azerbeidzjaanse Bakoe in de onderdeel 'balans' en behaalden ze daarnaast zilver in het onderdeel 'combined' en brons in het onderdeel 'tempo'. Ook behaalde het kwartet dat jaar zilver in de 'heren 4'-combinatie op de wereldbeker in het Portugese Maia.
Op de Wereldspelen in het Amerikaanse Birmingham van dat jaar behaalden ze zilver.